# ديميتري كرامينكو
ديميتري كرامينكو (بالأذرية: Dimitri Kramarenko)‏ هو لاعب كرة قدم أذربيجاني في مركز حراسة المرمى، ولد في 12 سبتمبر 1974 في باكو في أذربيجان. شارك مع منتخب أذربيجان لكرة القدم. أما مع النوادي، فقد لعب مع بالتيكا كالينينغراد وتوربيدو موسكو ودينامو موسكو وسبارتاك فلاديقوقاز وسيسكا موسكو ونادي أحمد غروزني ونادي باكو ونادي خزر لنكران ونادي كشله ونادي نيفتشي باكو.

## وصلات خارجية
- ديميتري كرامينكو على موقع قاعدة بيانات كرة القدم.إي يو (الإنجليزية)
- ديميتري كرامينكو على موقع ناشيونال فوتبول تيمز (الإنجليزية)
- ديميتري كرامينكو على موقع Soccerbase.com (لاعب) (الإنجليزية)
- ديميتري كرامينكو على موقع Soccerway.com (الإنجليزية)